# 이십팔각형
이십팔각형(二十八角形)은 변이 28개인 다각형이다. 이십팔각형의 내각의 크기의 합은 4680°이고, 정이십팔각형의 한 각의 크기는 167°, 한 외각의 크기는 12°이다.

이십팔각형